# Тевкр Теламонид
Тевкр (др.-греч. Τεῦκρος, лат. Teucer) — в древнегреческой мифологии сын Теламона и Гесионы (дочери царя Трои Лаомедонта, сестры Приама), саламинский уроженец. Единокровный  брат Эанта (Аянта или Аякса Великого).
Жених Елены. По версии, привел под Трою 12 кораблей. Лучший стрелок из лука в греческом войске под Троей, где от его руки пало, по Гигину, 30 жертв (в «Илиаде» убил 15 троянцев, названных по имени). На погребальных играх в честь Ахилла победил в стрельбе из лука. На тех же играх состязался в беге. Сидел в троянском коне.
По возвращении на Саламин он был проклят и изгнан отцом за то, что не спас брата от смерти или не отомстил за него. Защищался перед Теламоном в судилище Фреатто, утверждая, что неповинен в смерти Эанта. Был изгнан и с товарищами покинул остров.
Вследствие этого Тевкр по указанию Аполлона переселился на Кипр, где основал второй Саламин на земле, предоставленной в его распоряжение сидонским царём Белом. Место, где он высадился, называлось Побережье ахейцев. Основал храм Зевса Саламинского, принес Зевсу человеческую жертву. Женился на Эвне, дочери кипрского царя, имел от неё дочь Астерию. К Тевкру и дочери Кинира возводил родословную кипрский царь Эвагор (IV в. до н. э.). Троянских пленников он поселил на Кипре, а затем часть из них поселил в городе Гергине в Троаде.
В этом предании, скорее всего, отразилось заселение Кипра народами моря (тевкрами, по египетской терминологии тйекерами) ок. 1193 г. до н. э.
По смерти отца Тевкр вернулся на родной Саламин, но своим племянником Еврисаком не был допущен к участию в отцовском наследстве. Еврисак не дал ему высадиться, и он переселился в Испанию, где позднее был Новый Карфаген, а затем в Галлецию.
Действующее лицо трагедии Софокла «Аякс». Обвинение Тевкра отцом было представлено в трагедии Эсхила «Саламинянки» (фр.216, 451q Радт), трагедии Софокла «Тевкр» (фр.576-579 Радт; Аристотель. Риторика III 15). Действующее лицо трагедии Еврипида «Елена» (посещает Египет), трагедий Иона Хиосского, Никомаха, Эварета, Пакувия «Тевкр», возможно, также «Киприйцев» Дикеогена.